# Shannon Wheeler
Shannon Wheeler (né le 13 août 1966) est un auteur de bande dessinée américain, créateur de Too Much Coffee Man, comics humoristique mettant en scène un super-héros parodique.

## Biographie
Shannon Wheeler naît le 13 août 1966. Il suite des études d'architecture dans les années 1980 et commence à dessiner des strips humoristiques. Ses premiers strips s'intitulent  Calaboose et Tooth and Justice. Ils sont publiés dans le The Daily Californian. Après avoir déménagé à Austin au début des années 1990, Wheeler publie ses strips dans le  Daily Texan. À partir de 1991, il écrit et dessine les aventures de sa principale création Too Much Coffee Man. Les histoires de ce super-héros parodique se retrouvent dans des strips, des fanzines, des comics auto-publiés, des pages web, etc. et valent à Shannon Wheeler un prix Eisner en 1995. Des compilations de ces aventures ont été publiées par Dark Horse Comics. En dehors de ce travail régulier, Wheeler a aussi illustré des ouvrages (Jobs that Don't Suck de Charlie Drozdyk et Do I Come Here Often de Henry Rollins). Il a aussi publié régulièrement un stip hebdomadaire dans The Onion et ce jusqu'en 2009. À cette date il commence à collaborer au New Yorker. En 2011 il obtient un nouveau prix Eisner pour I Thought You Would Be Funnier et un troisième en 2018 pour Harvey Kurtzman's Marley's Ghost.

## Prix et récompenses
- 1995 : Prix Eisner de la meilleure nouvelle série pour Too Much Coffee Man
- 2011 : Prix Eisner de la meilleure publication humoristique pour I Thought You Would Be Funnier
- 2018 : 
  - Prix Eisner de la meilleure bande dessinée en ligne  pour Harvey Kurtzman's Marley's Ghost (avec Gideon Kendall et Josh O'Neill)
  - Prix Inkpot, pour l'ensemble de son œuvre